# Bruno Malfacine
Bruno Malfacine (nascido em Duque de Caxias, Rio de Janeiro, Brasil, no dia 28 de agosto de 1986) é um competidor de jiu-jitsu brasileiro. Malfacine, vencedor de 10 Campeonatos Mundiais, foi introduzido no Hall da Fama da Federação Internacional de Jiu-Jitsu Brasileiro e é amplamente considerado o melhor peso-galo de todos os tempos.

## Biografia
Bruno Malfacine iniciou seu treinamento em jiu-jitsu brasileiro em 1998, aos onze anos, sob a orientação de Carlos Santana. Após Santana encerrar suas atividades como treinador, Malfacine ingressou na equipe Gama Filho, onde recebeu a faixa preta. Em 2008, mudou-se para São Paulo, onde passou a treinar com Fábio Gurgel na equipe Alliance, conquistando dez títulos mundiais.
Em 2020, Malfacine abriu uma filial da Alliance Jiu-Jitsu em Orlando, Flórida, onde atualmente leciona.
Bruno "Bad Boy" Malfacine também competiu em MMA, mantendo um cartel profissional de 3–0.

## Carreira no Jiu-Jitsu
Bruno Malfacine começou a competir em torneios de jiu-jitsu ainda jovem, destacando-se desde as faixas coloridas. Em 1999, com apenas 12 anos e um ano de treino, conquistou o Campeonato Brasileiro na faixa amarela pela Confederação Brasileira de Jiu-Jitsu (CBJJ). Sua evolução continuou nas faixas roxa e marrom, conquistando títulos mundiais da IBJJF em 2004 e 2005, respectivamente. Após receber a faixa preta no final de 2006, Malfacine dominou a categoria peso-galo, vencendo o Campeonato Mundial da IBJJF nos anos de 2007, 2009, 2010, 2011, 2012, 2014, 2015, 2016, 2017 e 2018.
Além dos títulos mundiais, Malfacine acumulou conquistas em outros torneios de prestígio, como o tricampeonato brasileiro (2008, 2009, 2010), o tetracampeonato pan-americano (2007, 2008, 2015, 2017) e o Campeonato Europeu de 2010. Sua rivalidade com Caio Terra, outro grande nome da categoria, elevou o nível técnico do peso-galo, com confrontos memoráveis que marcaram a história do esporte. Em 2018, após conquistar seu décimo título mundial, Malfacine deixou sua faixa preta no tatame, um gesto simbólico de aposentadoria dos torneios de jiu-jitsu, embora continue ativo como instrutor.

## Transição para o MMA
Em 2017, Malfacine anunciou sua transição para o MMA, buscando novos desafios após dominar o jiu-jitsu. Ele passou a treinar na American Top Team, uma das principais academias de MMA do mundo, ao lado de atletas como Rodolfo Vieira. Sua estreia profissional ocorreu em 2017, e desde então, ele mantém um cartel invicto de 3–0, competindo na divisão de peso-mosca (até 57 kg) pela organização Brave Combat Federation. O processo de transição foi documentado em uma série chamada "Do Jiu-Jitsu ao MMA", que acompanhou seus treinos e sua primeira luta.

## Legado e Contribuições
Malfacine é reconhecido não apenas por suas conquistas, mas também por sua habilidade técnica e capacidade de enfrentar adversários maiores, o que o tornou uma referência no jiu-jitsu. Suas técnicas de guarda, especialmente a guarda aberta e a guarda-aranha, são amplamente estudadas, e ele é conhecido por compartilhar seu conhecimento em seminários e vídeos instrucionais. Sua academia em Orlando, inaugurada em 2020, tornou-se um polo de treinamento de alto nível, atraindo alunos de diversas partes do mundo.
Como instrutor, Malfacine enfatiza a importância da técnica sobre a força física, inspirando praticantes de todas as idades e tamanhos. Sua trajetória, marcada por superação de desafios pessoais e dedicação ao esporte, o consolidou como uma figura lendária no jiu-jitsu brasileiro.

## Registro MMA
| Cartel no MMA   |            |           |
| 3 lutas         | 3 vitórias | 0 derrota |
| Por nocaute     | 0          | 0         |
| Por finalização | 3          | 0         |
| Por decisão     | 0          | 0         |
| Empates         | 0          | 0         |
| No contest      | 0          | 0         |

| Res.    | Cartel | Oponente                      | Método                | Evento                            | Data                   | Round | Tempo | Local                           | Notas |
| ------- | ------ | ----------------------------- | --------------------- | --------------------------------- | ---------------------- | ----- | ----- | ------------------------------- | ----- |
| Vitória | 3–0    | Cristian Rodriguez            | Finalização           | Brave CF 16: Abu Dhabi            | 21 de setembro de 2018 | 1     | 4:20  | Abu Dhabi, United Arab Emirates |       |
| Vitória | 2–0    | Rafael Vinicius Pereira Costa | Finalização (armlock) | Brave CF 11: Mineiro vs. Santiago | 13 de abril de 2018    | 1     | 3:18  | Belo Horizonte, Brasil          |       |
| Vitória | 1–0    | Romario Garcia                | Finalização (armlock) | Shooto Brazil 74                  | 27 de agosto de 2017   | 1     | 1:34  | Rio de Janeiro, Brasil          |       |